# Prometeo

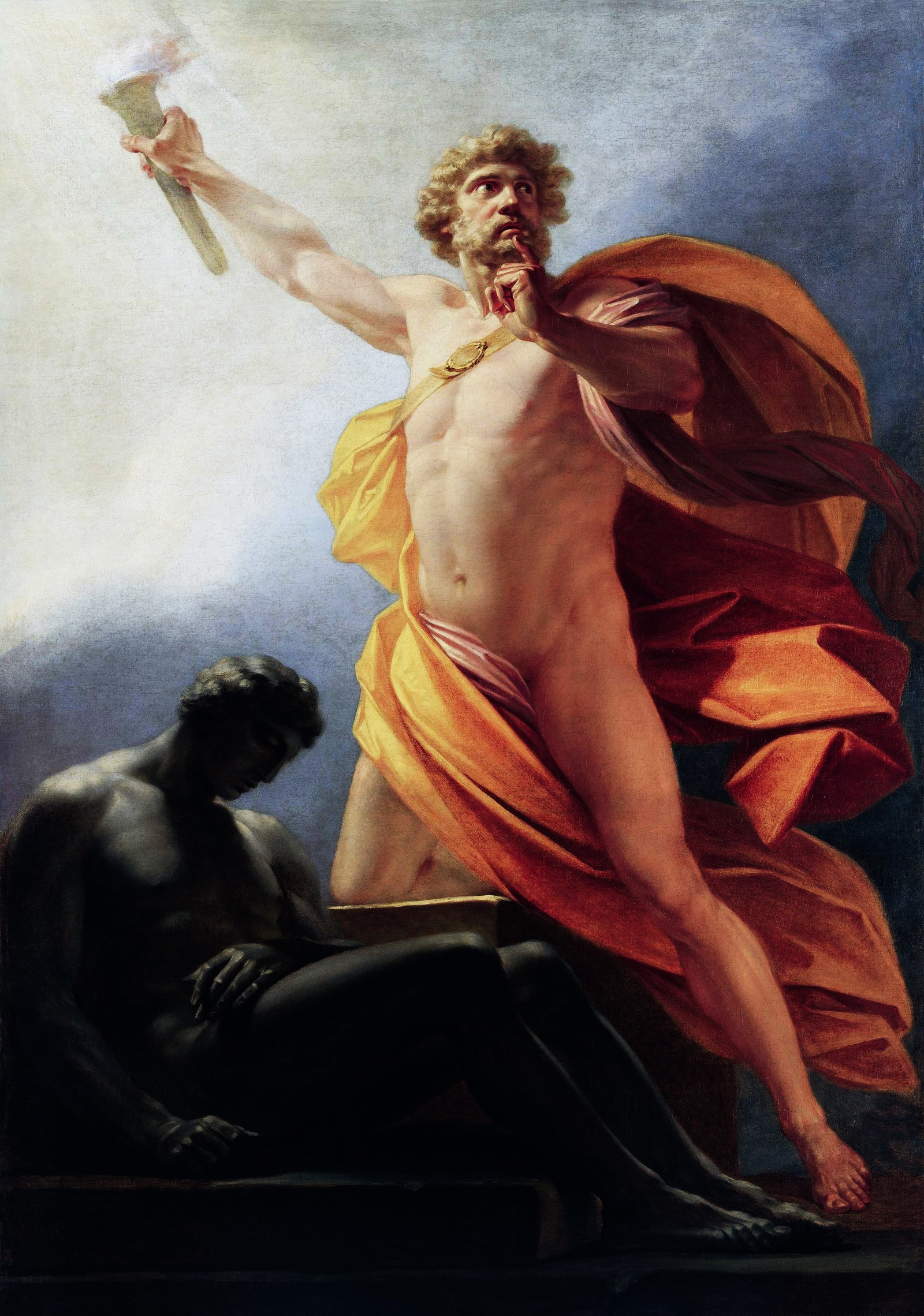
Óleo en lienzo de Heinrich Friedrich Füger: Prometeo lleva el fuego a la humanidad (Prometheus bringt der Menschheit das Feuer, ca. 1817).

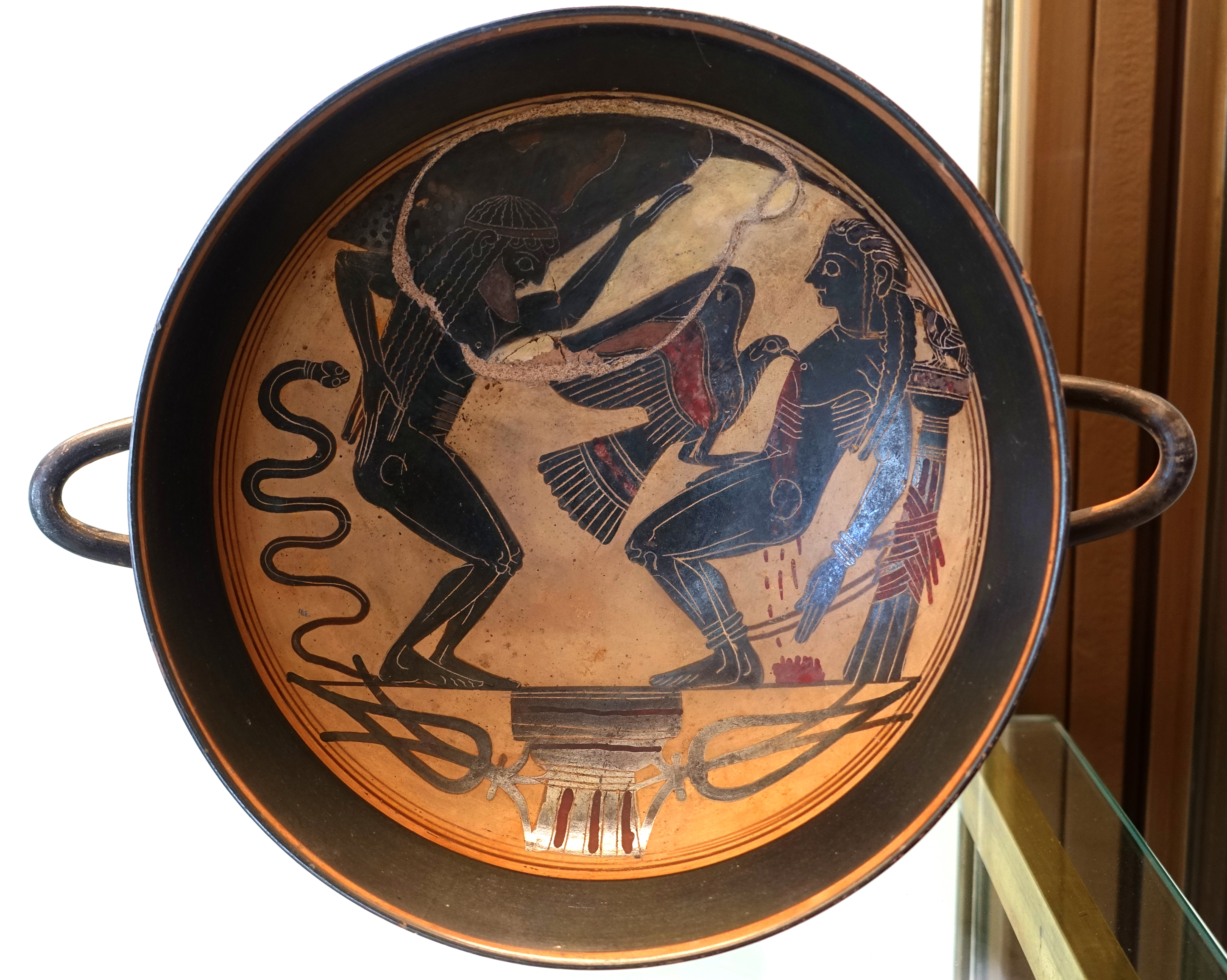
Vasija griega de Prometeo atado con el águila; a la izquierda su hermano Atlas; c. 560/550 a. C., Museos Vaticanos, Museo Gregoriano Etrusco 16592.

En la mitología griega, Prometeo (en griego: Προμηθεύς, Promētheús; ‘previsión’, ‘prospección’), el mañoso y astuto hijo de Jápeto, es el amigo de la humanidad. Es conocido principalmente por desafiar a los dioses robándoles el fuego a ellos en el tallo de una cañaheja, darlo a los hombres para su uso y posteriormente ser castigado por Zeus. Por este motivo, como introductor del fuego e inventor del sacrificio, Prometeo es considerado como el benefactor de la civilización humana. De él también descienden las estirpes heroicas de la Hélade a través de su hijo Deucalión. A pesar de pertenecer a la raza de los titanes no suele ser citado con este título, siendo más común el patronímico Japetónida o Japétida para referirse a él.

## Mitos

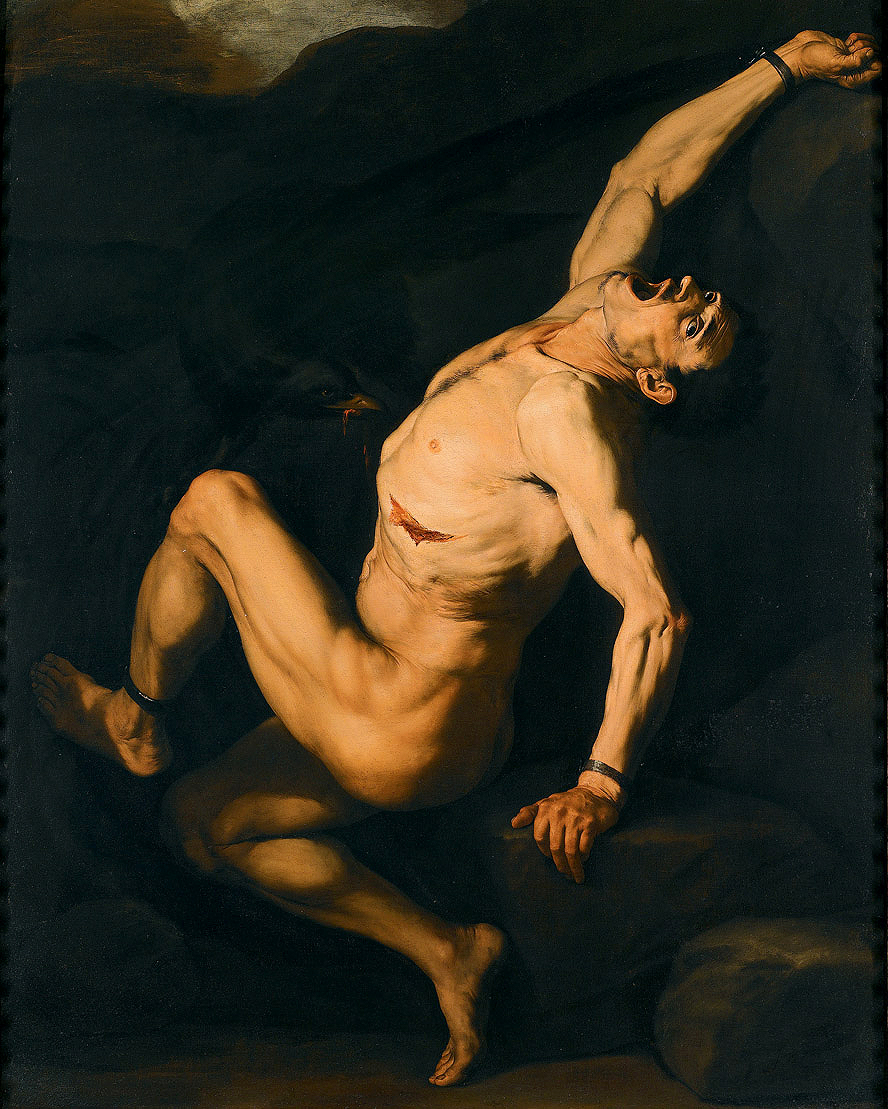
Óleo en lienzo de José de Ribera: Prometeo, ca. 1630
.

### El origen de los sacrificios
Se dice que antaño los hombres y los dioses se mezclaban libremente hasta que se separaron en Mecona, más tarde conocida como Sición. Fue aquel día en el que Prometeo, reputado por su inteligencia y su abundancia en recursos, se propuso engañar la voluntad de Zeus. Urdió un primer engaño al realizar el sacrificio de un gran buey, que dividió a continuación en dos partes: en una de ellas puso la piel, la carne y las vísceras, que ocultó en el vientre del buey, y en la otra puso los huesos pero los cubrió de apetitosa grasa. Dejó entonces elegir a Zeus la parte que comerían los dioses. Zeus eligió la capa de grasa y se llenó de cólera cuando vio que en realidad había escogido los huesos. Desde entonces los hombres comenzaron a quemar en los sacrificios los huesos para ofrecerlos a los dioses, comiendo como corresponde, la carne.

### El robo del fuego
Zeus, enfurecido, tuvo siempre presente este engaño y les prohibió a los hombres el fuego que surgía de los fresnos. Pero una vez más le burló el sagaz Prometeo, escondiendo el fuego en una cañaheja hueca, que arde lentamente y resulta muy apropiado para este fin. De esta forma la humanidad pudo calentarse y utilizarlo para otros fines y llevar a cabo también sacrificios de animales. Zeus se irritó aún más cuando vio de lejos el brillo del fuego entre los hombres. Otros dicen que Prometeo robó las artes de Hefesto y Atenea, y que se llevó también el fuego porque con él podían calentarse en invierno y cocinar, proporcionando de esta forma al hombre los medios con los que mejorar su calidad de vida. También se dice que Prometeo utilizó una antorcha que encendió en el carro de Helios y así se llevó el fuego.

### Creación de Pandora
Zeus decidió vengarse, y preparó, a cambio del fuego, un mal irresistible para los hombres. Ordenó a Hefesto que moldease una mujer con agua y barro, dotada de un encanto seductor. Se la llamó Pandora. Zeus le infundió vida y la envió por medio de Hermes al hermano de Prometeo, Epimeteo. Prometeo le había advertido a su hermano que jamás aceptase un regalo de parte de Zeus pero cuando Epimeteo cayó en la cuenta ya era demasiado tarde. Epimeteo, para aplacar la ira de Zeus por haberla rechazado una primera vez, no tuvo más remedio que casarse con ella. Así Zeus se vengaba de la humanidad pues Pandora terminaría abriendo la jarra. Esta jarra contenía todas las desgracias (los males, las amarguras, la dura fatiga y las enfermedades) con las que Zeus quería castigar a la humanidad. Desde entonces el hombre no tuvo más remedio que soportar estas penurias y además se tendría que casar con la mujer, que viviría a expensas de él. Y todo formaba parte del plan que Zeus había maquinado, mientas reía entre carcajadas maliciosas.

### Encadenamiento en el Cáucaso

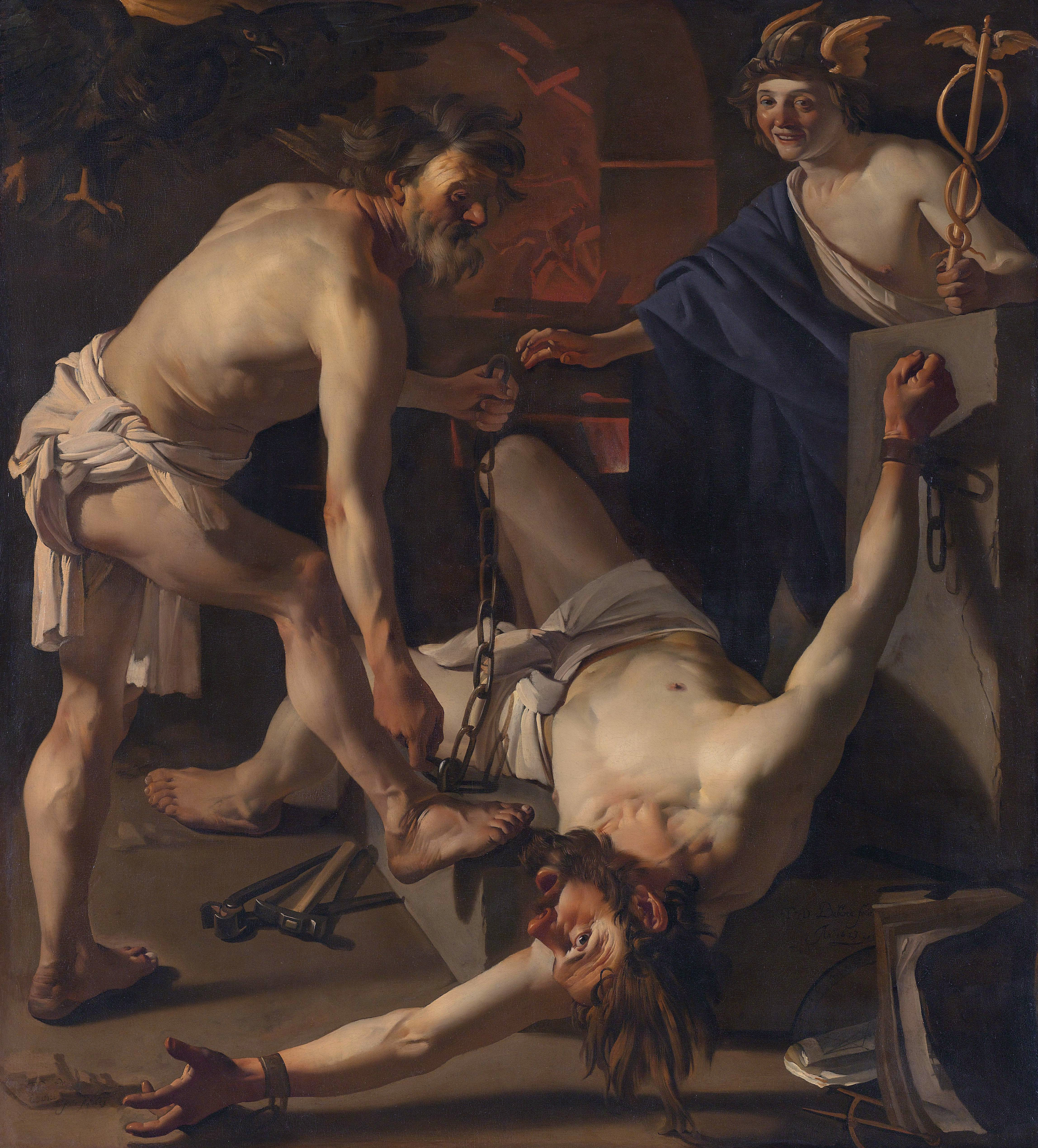
Óleo en lienzo de Dirck van Baburen: Prometeo encadenado por Vulcano (Prometheus door Vulcanus geketend, 1623). Museo Nacional de Ámsterdam.

Tras vengarse así de la humanidad, Zeus se vengó también de Prometeo e hizo que lo llevaran al Cáucaso,  donde fue encadenado por Hefesto con la ayuda de Bía y Cratos. Zeus envió un águila (hija de Tifón y Equidna) para que se comiera el hígado de Prometeo. Siendo este inmortal, su hígado volvía a crecer cada noche, y el águila volvía a comérselo cada día. Este castigo había de durar para siempre, pero Heracles pasó por el lugar de cautiverio de Prometeo de camino al jardín de las Hespérides y lo liberó disparando una flecha al águila y rompiendo las cadenas que lo sujetaban. Esta vez no le importó a Zeus que Prometeo evitase de nuevo su castigo, ya que este acto de liberación y misericordia ayudaba a la glorificación del mito de Heracles, quien era hijo de Zeus. Otros dicen que el tormento en el Cáucaso se debió a que Prometeo estaba enamorado en secreto de Atenea, en contra de las leyes, y Zeus, habiéndose enterado, decidió encadenarlo a la montaña. Y otros más alegan que Zeus envió al Tártaro a Eurimedonte por haber violado a Hera y que a Prometeo, que había nacido de esa unión, lo encadenó en el Cáucaso poniendo la excusa del robo del fuego.

### Liberación de Prometeo

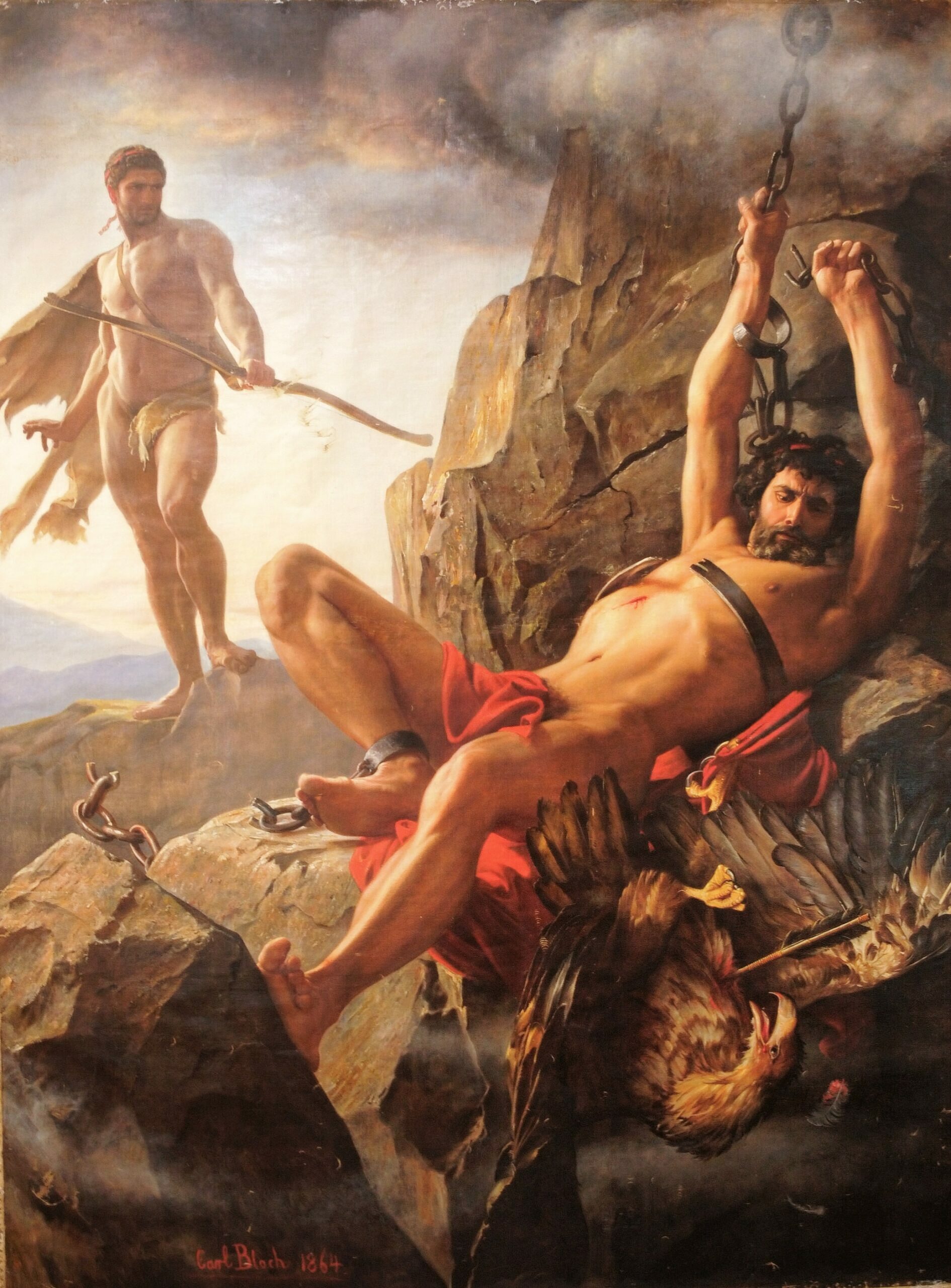
La liberación de Prometeo, por Carl Bloch (1864).

Otros dicen que la liberación de Prometeo fue diferente. Cuando Zeus, conmovido por la belleza de Tetis, la buscó en matrimonio, no pudo obtener el consentimiento de la tímida doncella, pero aun así siguió planeando llevarlo a cabo. En aquella se decía que las Moiras habían profetizado cuál sería el orden natural de los acontecimientos. Dijeron que el hijo del marido de Tetis, quienquiera que fuese, sería más famoso que su padre. Prometeo oyó esto mientras vigilaba, no por inclinación sino por necesidad, y se lo comunicó a Zeus. Este, temiendo que le sucediera lo que a su padre Crono, renunció por necesidad a su deseo de desposar a Tetis, y por gratitud a Prometeo le dio las gracias y lo liberó de sus cadenas. Pero no fue tan lejos como para liberarlo de toda atadura, sino que para conmemorarlo le ordenó que se atara al dedo  dos cosas, a saber: con piedra con hierro. Siguiendo esta práctica los hombres tienen anillos de piedra y hierro, para que parezca que apaciguan a Zeus. Algunos también han dicho que llevaba una corona, como para afirmar que como "vencedor" habría quedado sin castigo. Y así los hombres comenzaron la práctica de llevar coronas en momentos de gran regocijo o victoria. Se puede observar en deportes y banquetes. Heracles, cuando fue enviado por Euristeo a por las manzanas de las Hespérides, por ignorancia del camino llegó a Prometeo, que estaba atado en el monte Cáucaso. Cuando venció, volvió a Prometeo para decirle que había derrotado a Ladón y también quería agradecerle su amabilidad por haberle indicado el camino. En seguida dio el honor que pudo al que lo merecía, pues mató al águila, y desde que la mató, los hombres empezaron, cuando se sacrificaban animales, a ofrecer hígados de animales en los altares de los dioses para satisfacerlos, en lugar del hígado del Titán Prometeo.

### Prometeo como creador de la humanidad
Algunas versiones afirman que Prometeo había creado a los hombres a partir de la tierra y el agua, al principio mismo de la raza humana, o después del diluvio de Deucalión, cuando se dice que Zeus le ordenó a él y a Atenea que hicieran hombres del barro, y a los vientos que les insuflaran vida.
En el Protágoras se afirma que los dioses crearon a los seres humanos además de todos los animales, pero que les correspondió a Prometeo y a Epimeteo darles atributos definitorios. Como intrínsecamente el hombre se diferenciaba de los animales, Prometeo decidió darle el fuego y otras artes civilizadoras.
Anecdóticamente Fedro atribuye a Esopo una sencilla etiología de la homosexualidad. Prometeo, al crear a los primeros humanos de la arcilla, y habiéndose embriagado con Dioniso, aplicó erróneamente en algunos cuerpos la posición de los genitales. Así algunas mujeres tuvieron genitales masculinos y algunos hombres genitales femeninos.

### En Apolodoro
La Biblioteca mitológica nos ofrece variantes interesantes. Cuando llegó el momento en el que Zeus tenía que dar a luz a Atenea de su cabeza, fue Prometeo quien le abrió la cabeza con un hacha. Deucalión, por consejo de Prometeo, construyó un arca con la que se salvó del diluvio enviado por Zeus. Prometeo se ofreció ante Zeus para cambiar su mortalidad por la inmortalidad de Quirón cuando este fue herido accidentalmente por Heracles, lo que le produjo una herida incurable. También le había advertido a Heracles que no fuera él mismo a buscar las manzanas de las Hespérides, sino que enviara a Atlas en su lugar.

### Versiones tardías
Diodoro nos da una versión racionalizante y dice que «según la tradición transmitida por algunos mitógrafos, Prometeo robó el fuego a los dioses y lo entregó a los hombres; pero lo que pasó en realidad es que fue el descubridor de los utensilios con los que se enciende el fuego». Juan Malalas dice que Prometeo descubrió la filosofía gramatical; de él se dice que formó a la humanidad, porque en la medida en que eran ignorantes, les hizo conocer los acontecimientos de tiempos pasados a través de la filosofía.

## Familia
De acuerdo con la genealogía más aceptada, Prometeo era hijo de Jápeto y de una oceánide, ora Clímene, ora Asia. Otros dicen que era hijo de Urano y Clímene. Sin embargo Esquilo afirmaba, en su Prometeo encadenado, que la madre de Prometeo era Temis o Gea (y que ambas son la misma entidad). Según una versión minoritaria, el gigante Eurimedonte violó a Hera cuando esta era una adolescente y engendró a Prometeo, lo que causó la furia de Zeus. Fuera de la mitología clásica se dice que la consorte de Jápeto y madre de Prometeo pudiera ser Asope, Clímene o Temis. Los hermanos de Prometeo era Atlas, Epimeteo y Menecio.
Tomando en cuenta todas las fuentes en su conjunto, a la consorte de Prometeo se la conoce como Asia, Axiotea, Celeno, Clímene, Hesíone, Pandora, Pirra o Pronea. Otros dicen que Prometeo no tomó una sino varias esposas. Sea como fuere es fama que el hijo de Prometeo fue sin duda Deucalión. La madre de este era una oceánide, según Acusilao. A los hijos de Prometeo se los conoce por el patronímico de Prometidas.
Otras fuentes varían la descendencia de Prometeo, a veces de manera confusa. En cuanto a sus hijos varones, baste decir que con Pandora fue padre de Deucalión y con Pirra de Helén, que dio su nombre a los helenos. Con Celeno fue padre de Lico y Quimereo o Cimareo. Pero a Prometeo también se le asocian hijas, aunque nunca se especifia el nombre de la consorte. Entre ellas se incluyen Pirra, la Modestia (Αἰδώς, Aidṓs), la epónima Tebe, Protogenia e incluso, en una versión tardía, Isis (Ío).

## Relación con otras mitologías
En la mitografía, a Prometeo se le ha relacionado con Loki de la mitología nórdica, quien análogamente es un gigante más que un dios, está asociado con el fuego y es castigado a ser encadenado a una roca y atormentado por un águila.

## Altares
En Atenas, se había dedicado un altar a Prometeo en la Academia de Platón. Desde allí partía una carrera de antorchas celebrada en su honor por la ciudad, en la que ganaba el primero que alcanzaba la meta con la antorcha encendida.

## El mito prometeico en la cultura

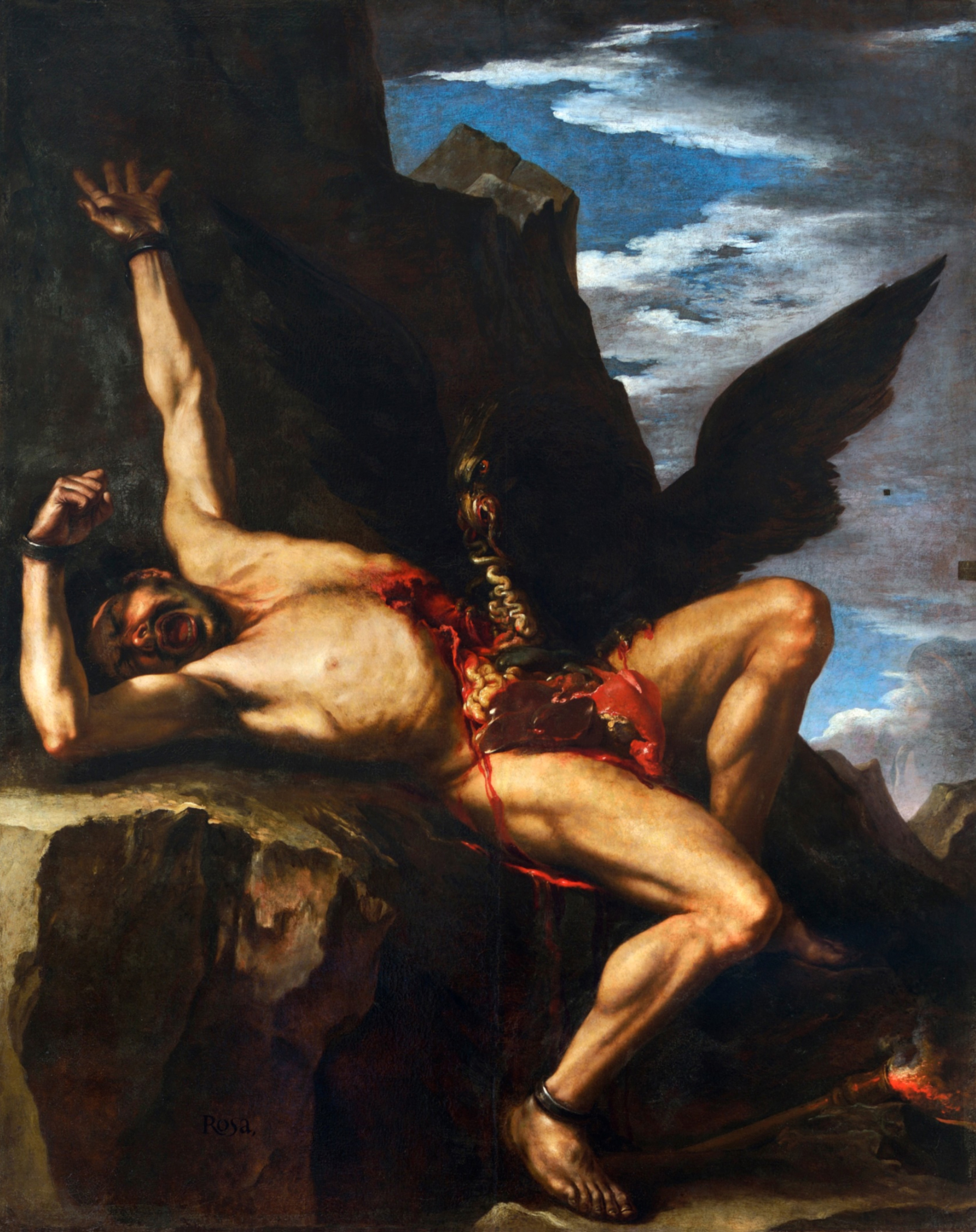
La tortura de Prometeo, por Salvator Rosa (1646-1648).

El mito de Prometeo ha tenido tres interpretaciones profundas a lo largo de la historia de la cultura occidental:
- Figura bienhechora, civilizadora, que hace posible el progreso de la humanidad e intenta igualar al hombre con los dioses.

- Prototipo romántico del rebelde que desafía a los dioses y a la naturaleza (titanismo).

- Figura funesta, ya que el conocimiento, la ciencia y la técnica arrancaron al hombre de su inocencia originaria y ha sido causa de desastres y sufrimiento.

También ha inspirado a artistas, escritores y músicos a lo largo de la historia para referirse a la osadía de los hombres de hacer o poseer las cosas divinas; los románticos vieron en él un prototipo del demon o genio natural. Algunas de las obras de dichos autores son:
- Prometeo encadenado, atribuida a Esquilo (525-456 a. C.)
- La estatua de Prometeo, drama de Calderón de la Barca.[54]
- Frankenstein o el moderno Prometeo, de Mary Shelley.
- Prometeo lleva el fuego a la humanidad, cuadro de Heinrich Friedrich Füger.
- Prometeo, cuadro de José de Ribera.
- Prometeo, cuadro de Dirck van Baburen.
- Prometeo, creando al hombre e infundiéndole vida con el fuego del cielo, cuadro de Hendrick Goltzius.
- Prometeo encadenado, cuadro de Peter Paul Rubens.
- Prometeo, pintura de José Clemente Orozco, (1930).
- Prometeo, pintura mural de Rufino Tamayo (1957), ubicado en la Biblioteca General José M. Lázaro de la Universidad de Puerto Rico, Recinto de Río Piedras.
- Prometeo trayendo el fuego a los hombres, pintura mural de Rufino Tamayo (1958), ubicado en la sede de la Unesco en París.
- Prometeo, poema de Johann Wolfgang von Goethe.
- Prometeo, poema de Lord Byron.
- Prometeo desencadenado, obra teatral con diálogo en verso de Percy Bysshe Shelley (1819).
- Prometeo, poema de Thomas Kibble Hervey (1832).
- Prometeo XX (1970) y Prometo XX y Prometeo Liberado (1983) poemarios de José Luis Gallego.
- Prometeo: El poema del fuego, poema orquestal de Aleksandr Skriabin (1910).
- Prometheus, ópera de Carl Orff (1968).
- Prometeo, mural de pintura presente en la unidad central de la Universidad Autónoma de Sinaloa.
- Die Geschöpfe des Prometheus, op. 43 de Ludwig van Beethoven.
- Prometeo, poema sinfónico n.º 5 de Franz Liszt.
- Prometeo (Прометей), cortometraje de dibujos animados de 1974 producido por Soyuzmultfilm y dirigido por Aleksandra Snezhko-Blotskaya (Александра Снежко-Блоцкая, 1909-1980).[55]
- Estatua de Prometeo, de Rodrigo Arenas Betancur: monumento erigido en la ciudad de Pereira (Colombia).
- Prometeo, Tragedia dell'ascolto de Luigi Nono (1992).
- La ira del Cielo, canción de Tierra Santa.
- Prometeo, canción de Extremoduro del disco Agila.
- El Rockefeller Center de Nueva York cuenta con una estatua dorada a Prometeo, que se erige en la cabecera de la fuente central, con líneas de Esquilo inscritas debajo.[56][57]
- Of Prometheus and the Crucifix, canción de la banda Trivium.
- Prometheus, Symphonia Ignis Divinus, Álbum y canción homónima de la banda italiana de Power metal melódico Luca Turilli's Rhapsody.
- "Prometheus, canción de la banda Septic Flesh.
- Prometheus, película de Ridley Scott.
- Prometheus personaje en la serie de Arrow (Temporada 5).
- Fanfarria del cabrío, canción de la banda Argentina de rock Patricio Rey y sus Redonditos de Ricota, hace numerosas referencias a Prometeo.
- La Sociedad Libertaria Futurista concede anualmente el Premio Prometeo a la mejor novela libertaria.
- Prometeo, canción de Ciro y Los Persas.
- Prometeo de Ramón Pérez de Ayala.
- Prometeo victorioso de José Vasconcelos, México (1916).
- Prometeo, espectáculo flamenco de Antonio Canales, estrenado en el Festival de Teatro Clásico de Mérida en julio de 2000.
- Prometeo y Bob, miniserie animada en stop motion sobre un extraterrestre que enseña a un hombre cavernícola a ser civilizado, transmitida en la serie infantil KaBlam! (1996) por Nickelodeon.

### Pintura

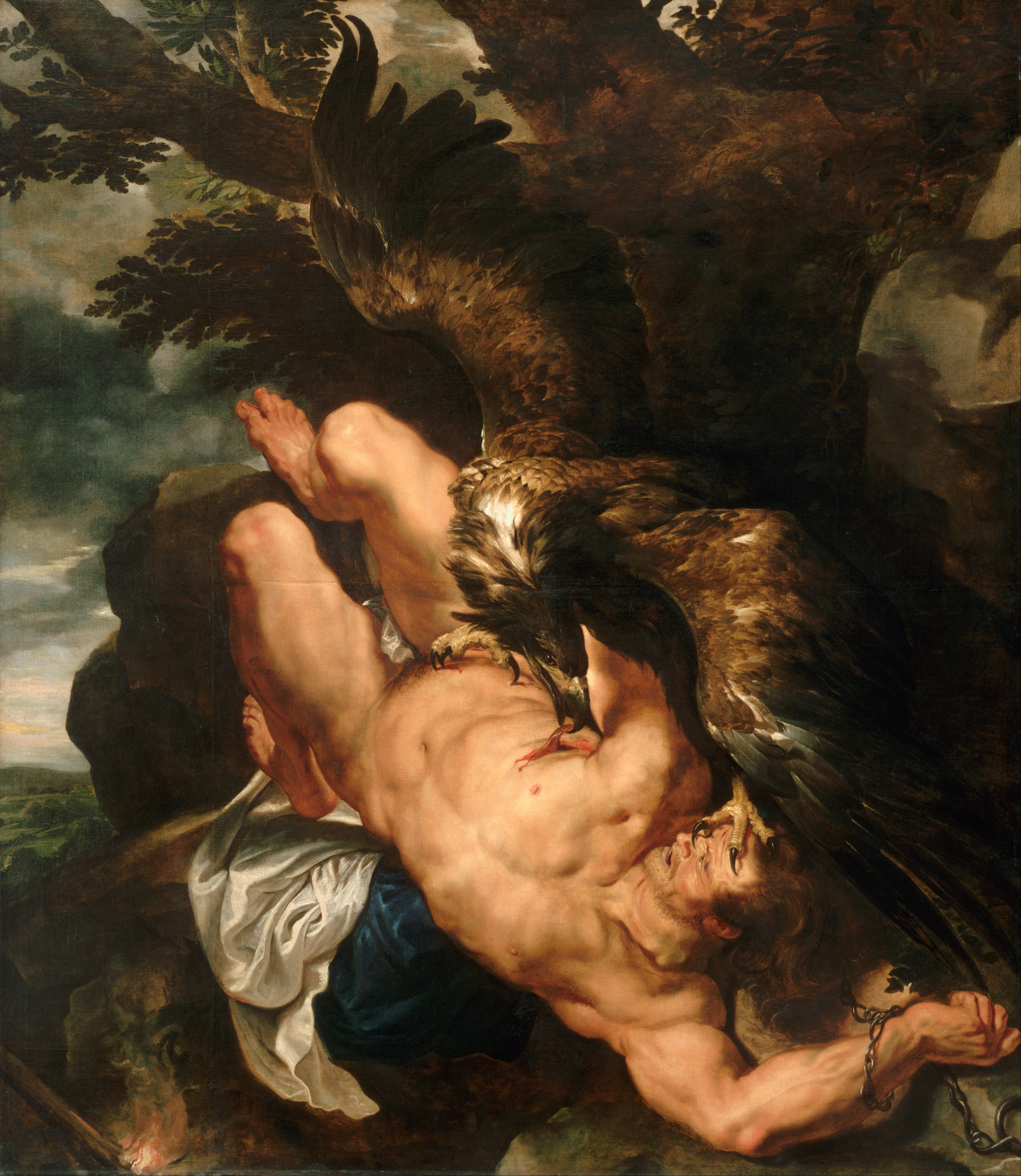
Prometeo encadenado (1611-12) de Peter Paul Rubens
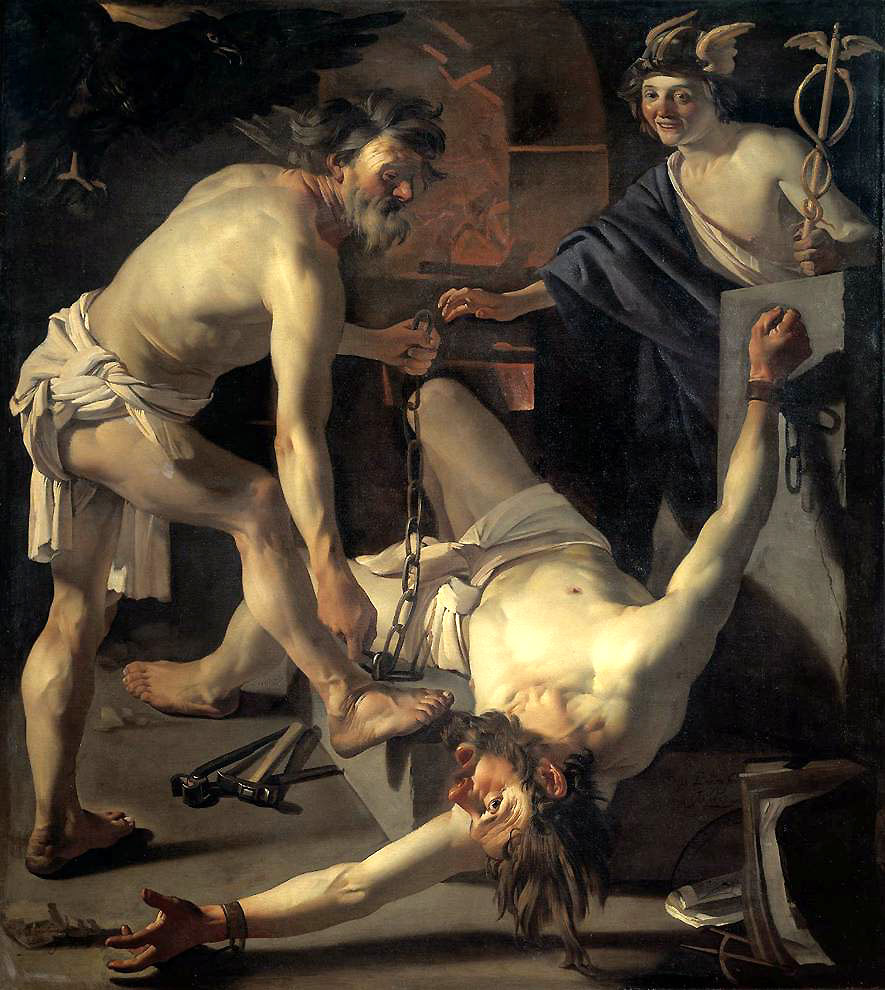
Prometeo siendo encadenado por Vulcano (1623) de Dirck van Baburen
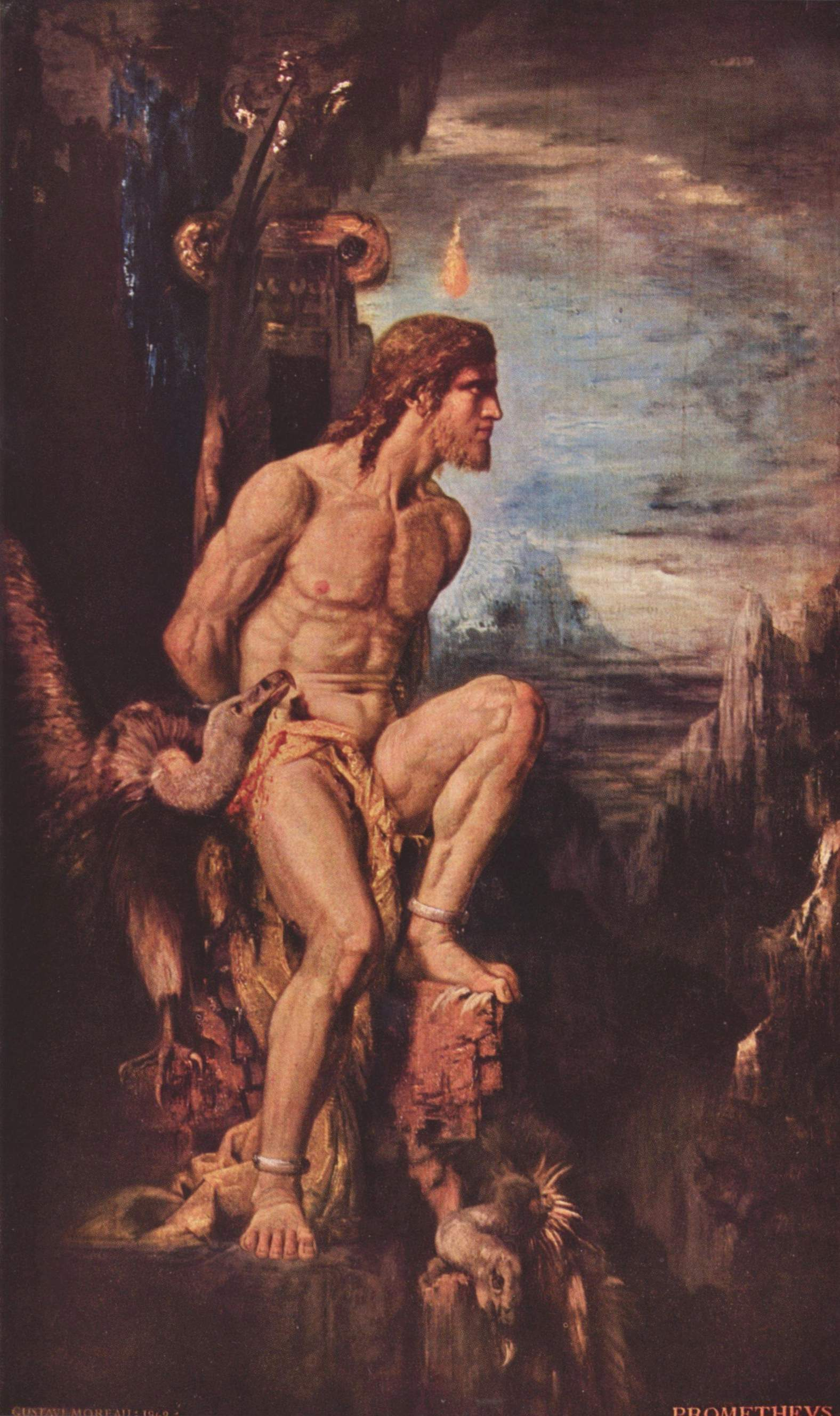
Prometheus (1868) de Gustave Moreau
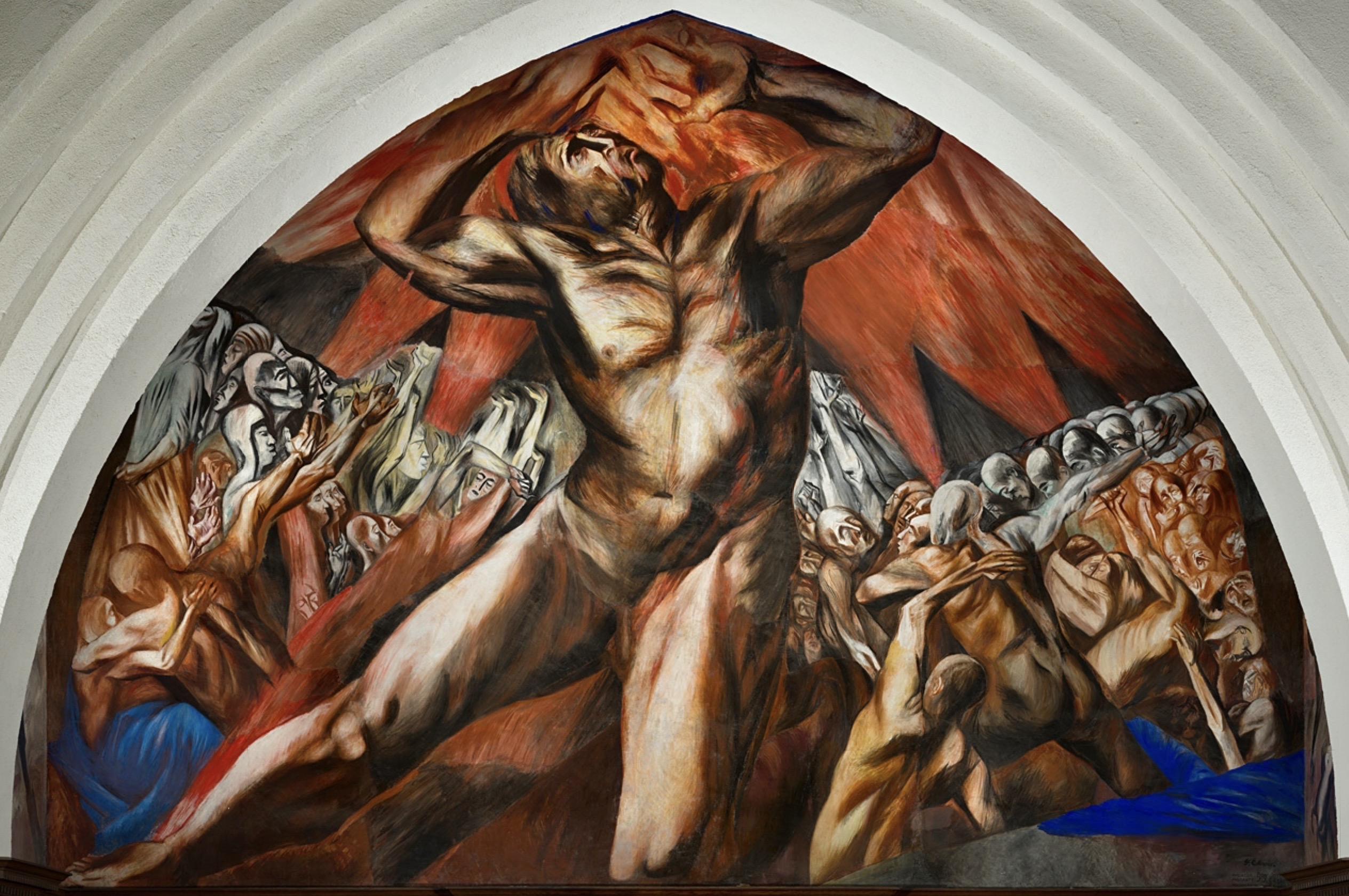
Prometeo del Pomona College (1930) de José Clemente Orozco.

#### Pintura paisajista

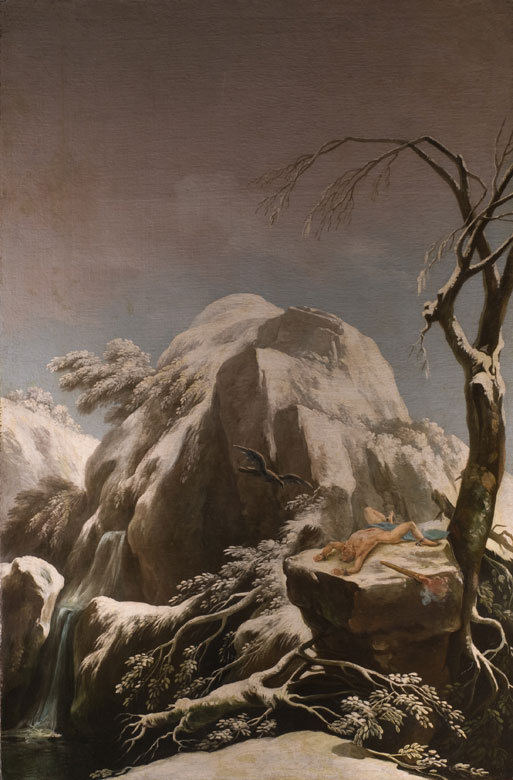
Prometeo encadenado en las cimas nevadas del Cáucaso de Francesco Foschi (1710-1780)
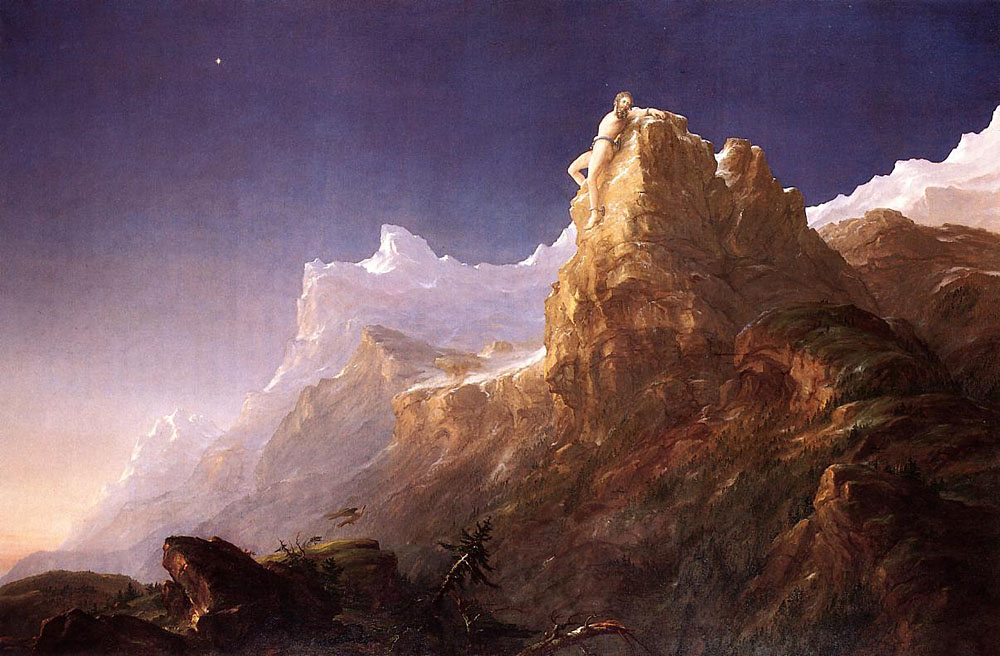
Prometheo atado de Thomas Cole (1801-1848)

### Escultura

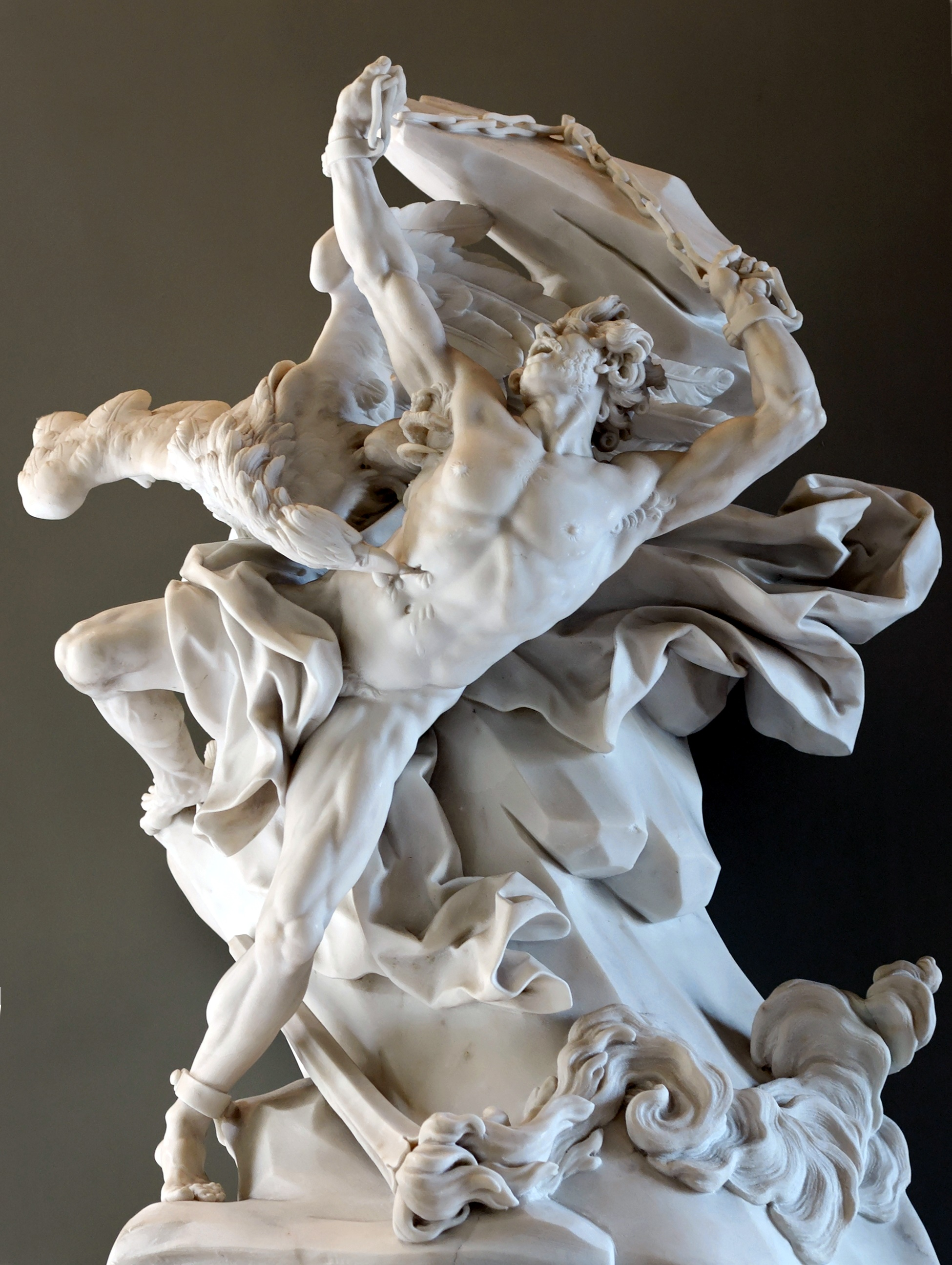
Prometheus (1762) de Nicolas Sébastien Adam (Louvre)
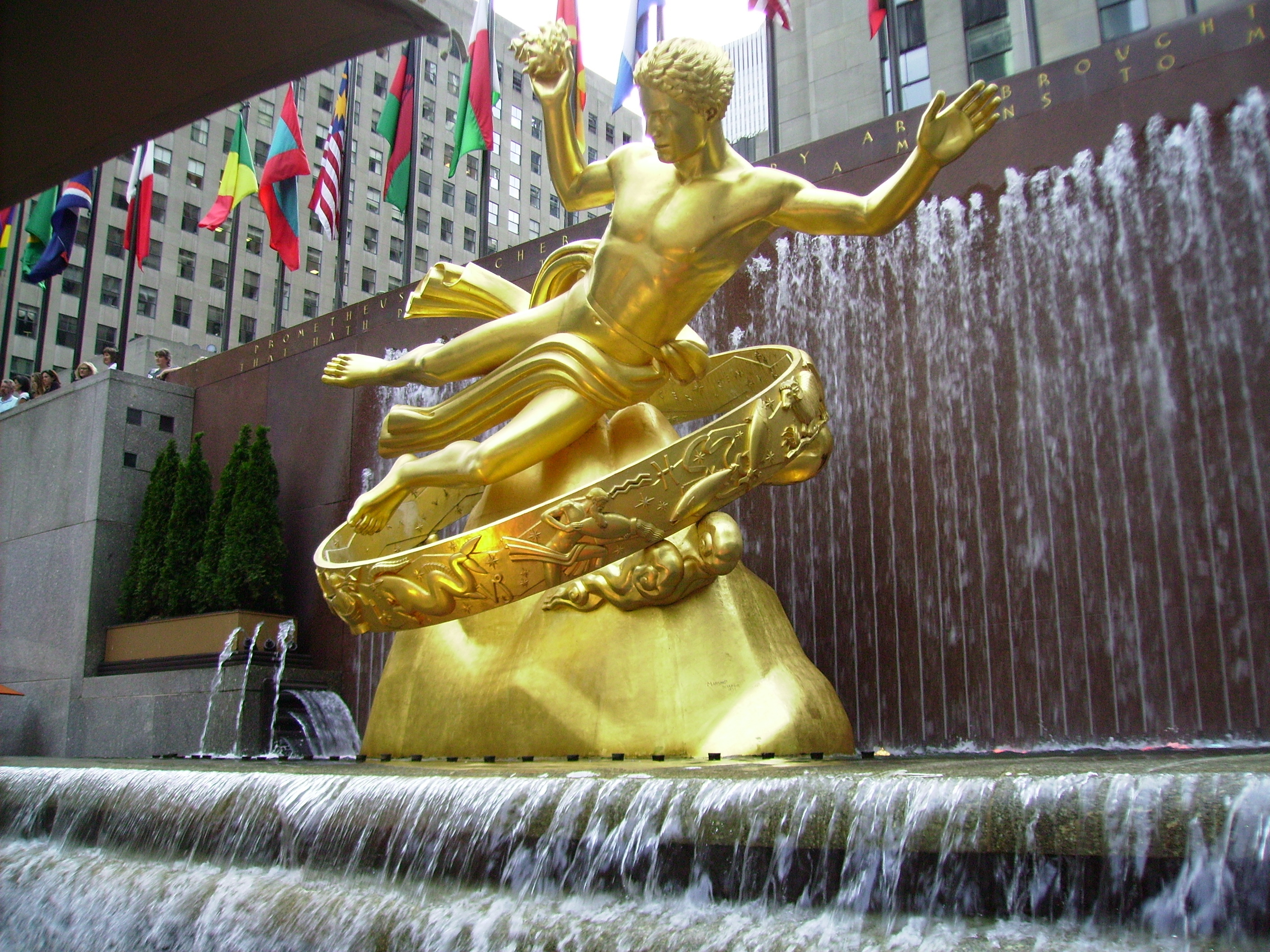
Prometeo (1933) de Paul Manship (Rockefeller Center Nueva York)
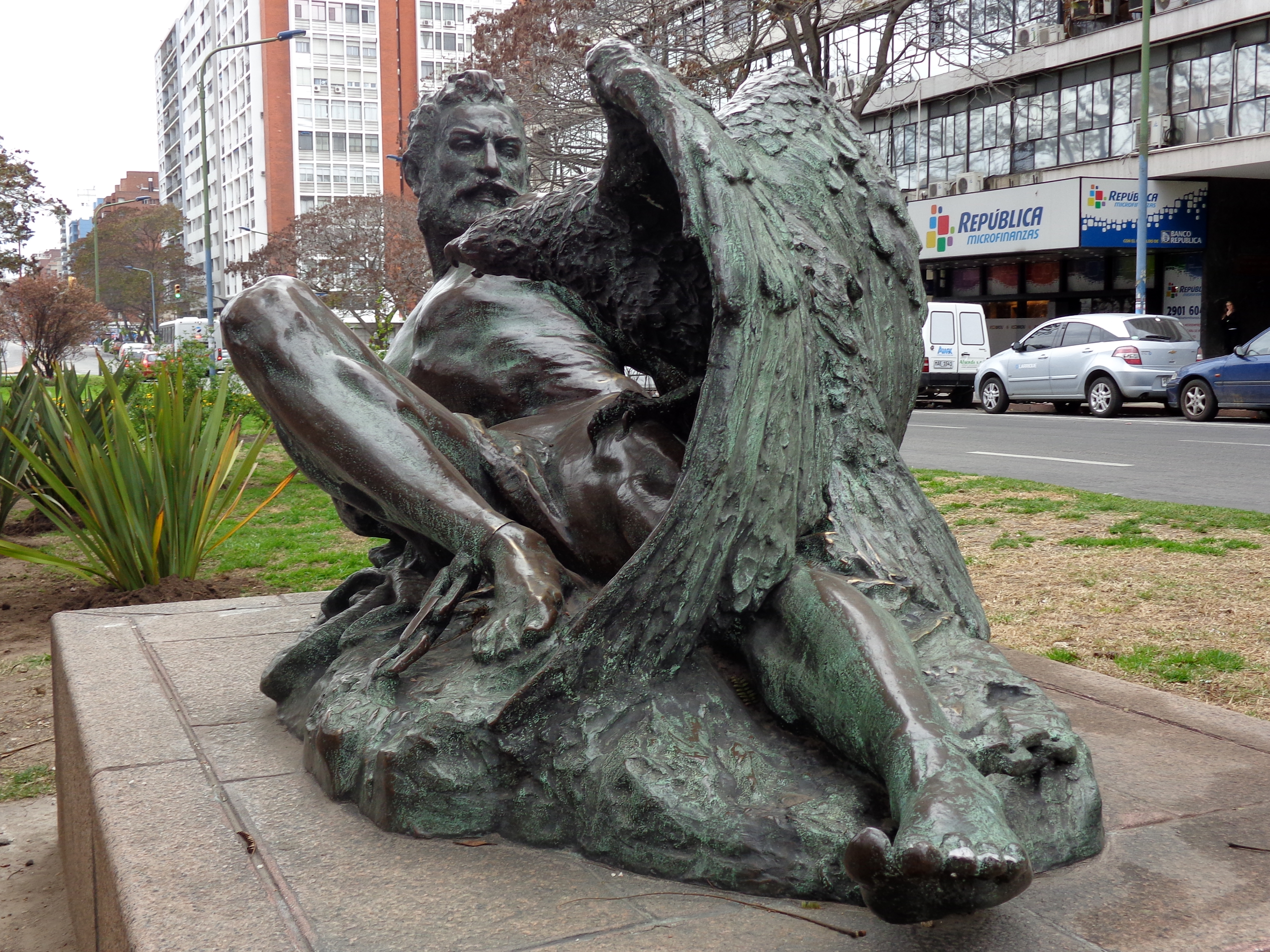
Prometeo (c. 1900) de Juan Manuel Ferrari (Montevideo, Uruguay)
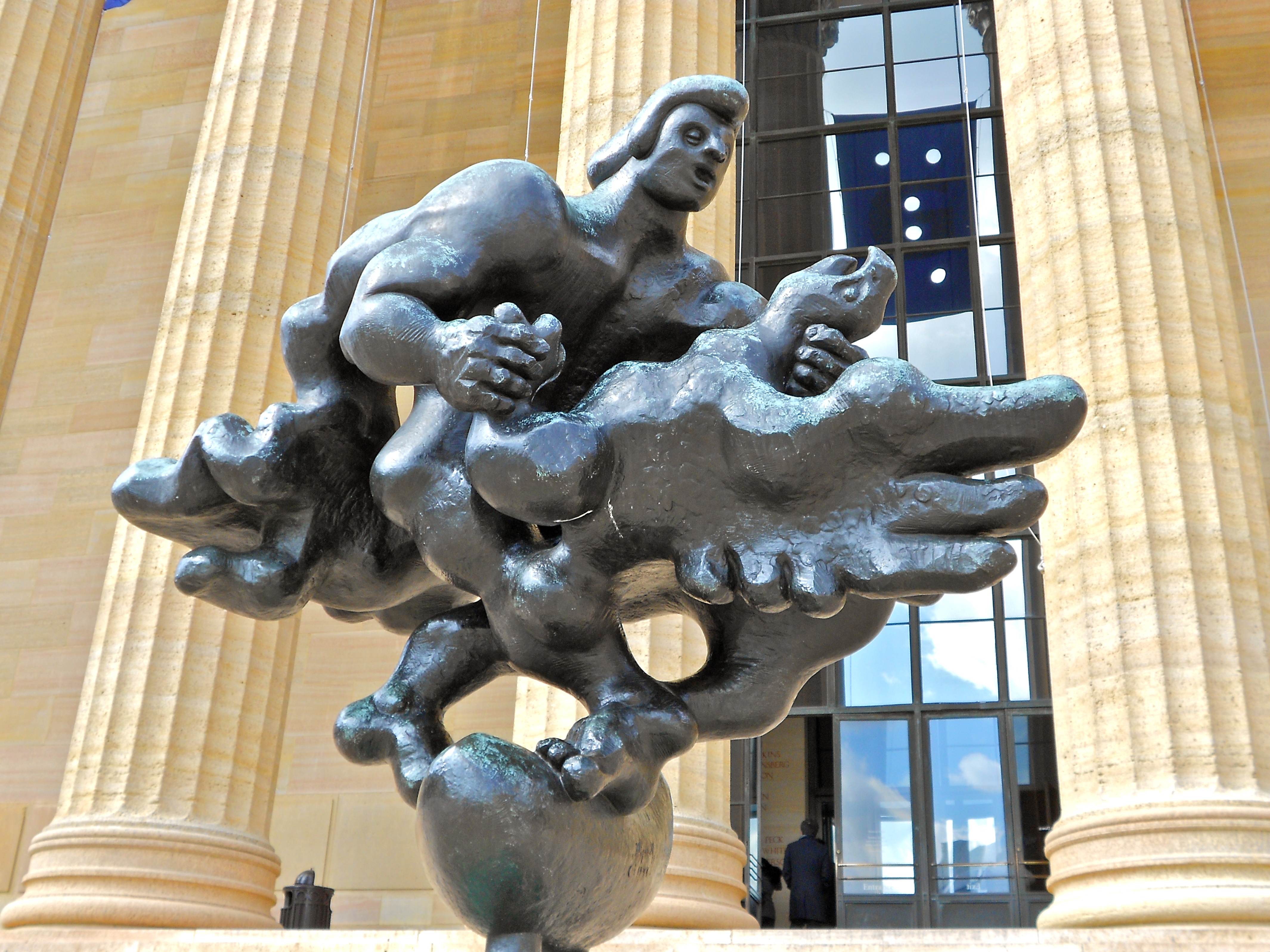
Prometheus (1943) de Jacques Lipchitz (Museo de Arte de Filadelfia)
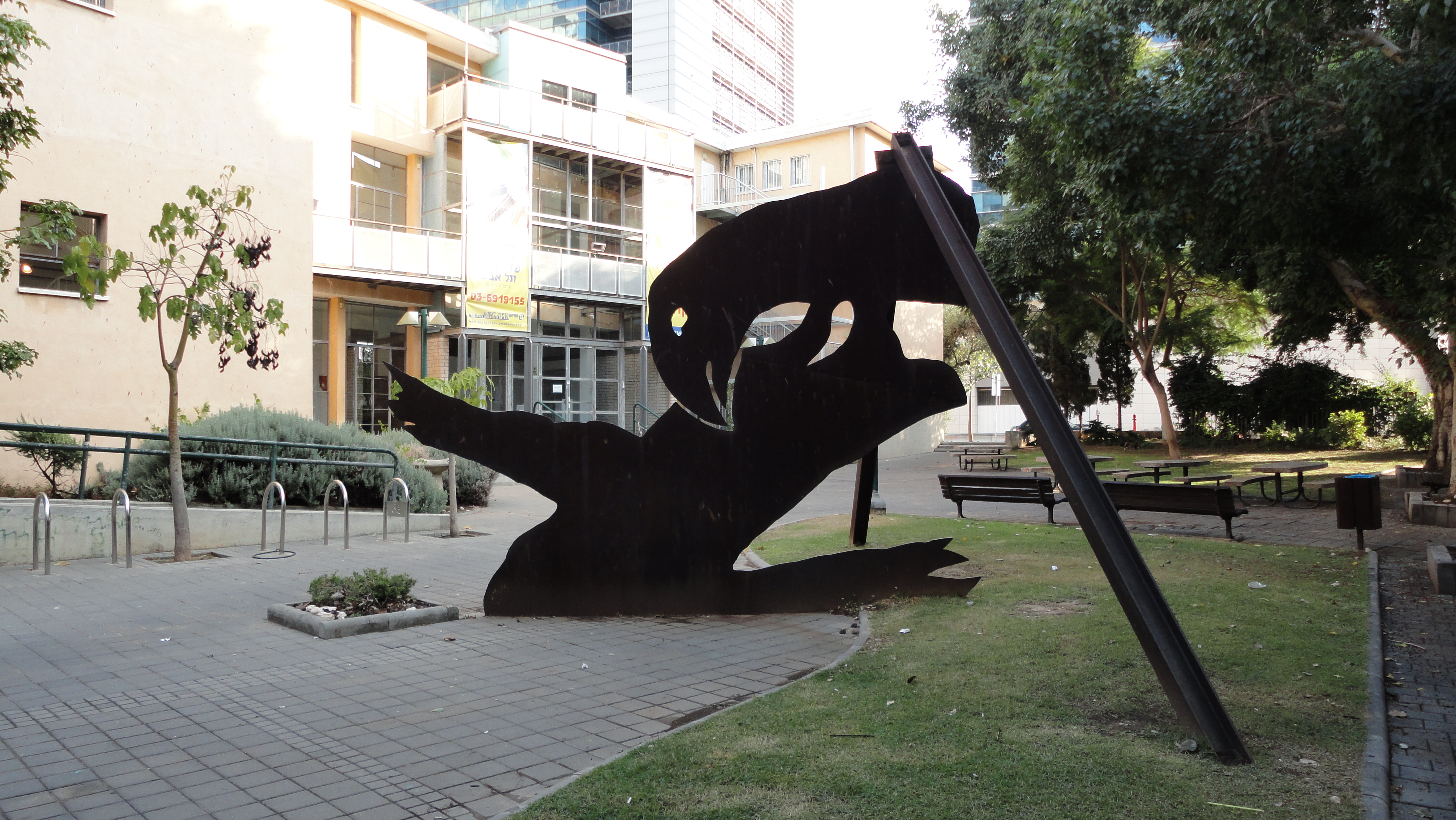
Prometheus (1980-87) de Menashe Kadishman (Meyerhoff Art Education Center, Tel Aviv)
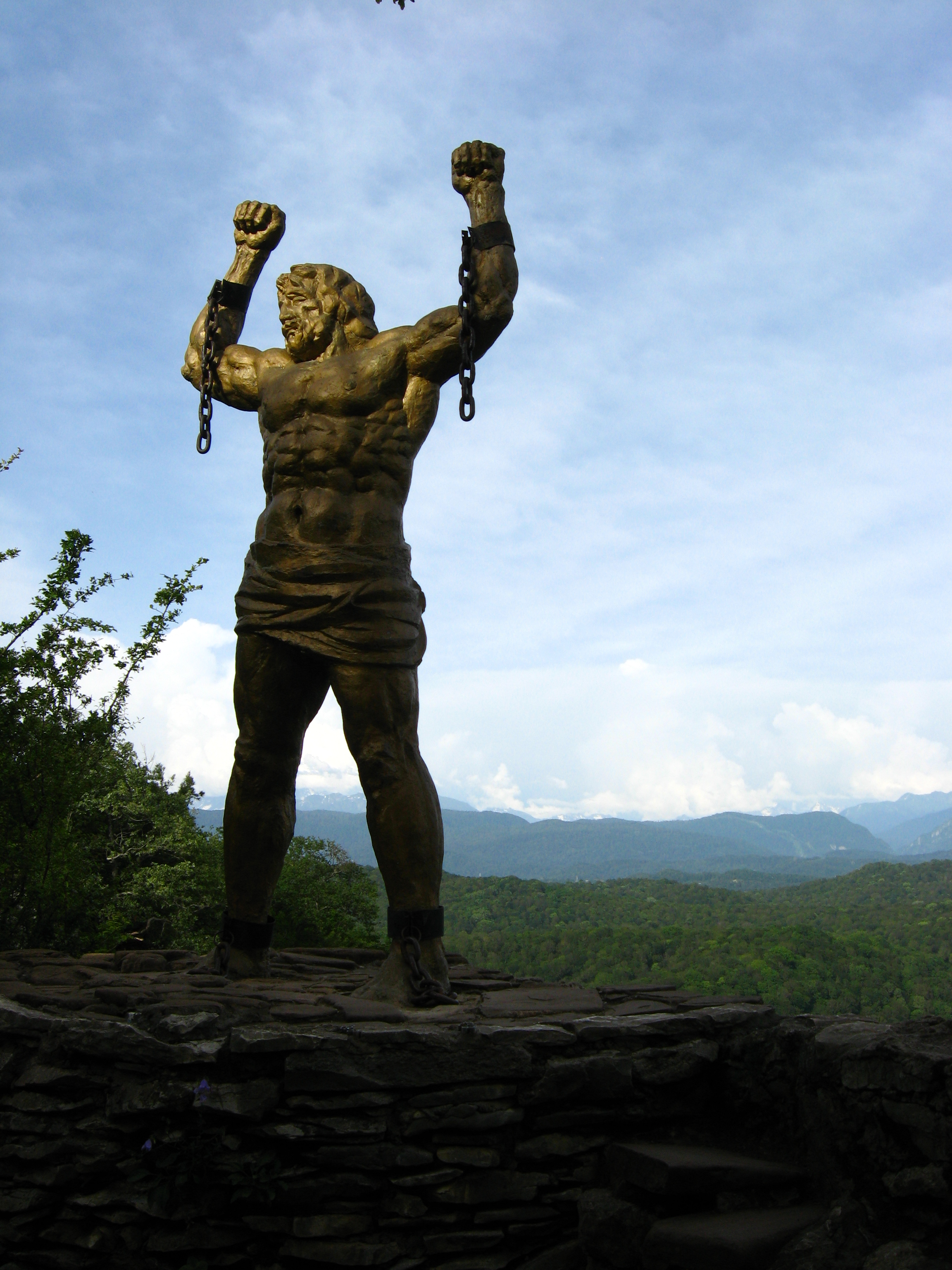
Estatua de Prometeo en Sochi, lugar del encadenamiento.